# Kåre Walberg
Kåre Walberg (o Kaare Walhberg; Hamar, 3 luglio 1912 – Hamar, 29 febbraio 1988) è stato un saltatore con gli sci norvegese.

## Biografia
Nel 1931, diciottenne, conquistò il titolo di campione norvegese juniores; venne così selezionato per partecipare ai Mondiali di Oberhof, dove chiuse al quinto posto. L'anno dopo, ai III Giochi olimpici invernali di Lake Placid 1932, vinse la medaglia di bronzo con 219,5 punti, posizionandosi dietro ai connazionali Birger Ruud e Hans Beck. Nella stessa stagione vinse anche la gara del Trofeo Holmenkollen riservata agli juniores.
Nel 1933 ottenne il miglior risultato in carriera ai Campionati norvegesi (3°); negli anni successivi collezionò vari piazzamenti di spicco sia ai Campionati nazionali sia al Trofeo Holmenkollen, senza però vincere titoli. Ai IV Giochi olimpici invernali di Garmisch-Partenkirchen 1936 si classificò quarto.
Durante la Seconda guerra mondiale la sua carriera venne interrotta; al termine del conflitto ritornò a competere ad alti livelli, cogliendo ancora un dodicesimo posto a Holmenkollen nel 1949. Visse per lungo tempo nella sua città natale, Hamar, lavorando come tipografo.

## Palmarès

### Olimpiadi
- 1 medaglia, valida anche ai fini iridati:
  - 1 bronzo (trampolino normale a Lake Placid 1932)

### Campionati norvegesi
- 1 medaglia[1]:
  - 1 bronzo (trampolino normale nel 1933)